# Ulrich Matthée
Ulrich Matthée (* 9. November 1941 in Tilsit) ist ein deutscher Politologe und Hochschullehrer.

## Leben
Matthées Vorfahren emigrierten 1712 aus dem Kanton Neuenburg nach Preußisch Litauen. Die Flucht und Vertreibung Deutscher aus Mittel- und Osteuropa 1945 bis 1950 verschlug seine Familie nach Boostedt. Sein gleichnamiger Vater Ulrich Mattheé (1912–1983) war in Boostedt unter anderem als Kommunalpolitiker tätig.
Nach dem Abitur am Internatsgymnasium Schloss Plön wurde er im Panzerbataillon 183 Reserveoffizier. Ab 1963 studierte er Romanistik (portugiesisch, französisch), Politikwissenschaft, Geographie und Rechtswissenschaft an der Christian-Albrechts-Universität zu Kiel (CAU) und der Freien Universität Berlin. Für Studienaufenthalte war er in Barcelona und Lissabon.
Mit einer Doktorarbeit zur Kommunalpolitik im Kreis Segeberg wurde er 1967 zum Dr. phil. promoviert. Er bestand 1969 das Referendarexamen und wurde mit einer Arbeit zum Ermächtigungsgesetz 1971 auch zum Dr. iur. promoviert. Von 1973 bis 1977 war er Grundsatzreferent bei Ministerpräsident Gerhard Stoltenberg. Er habilitierte sich 1978 für Politologie (Dr. sc. pol. habil.). In den acht Jahren als Privatdozent an der CAU hielt er 1981 eine Gastprofessur an der Pennsylvania State University. Nach einjährigen Forschungsaufenthalten in Barcelona und Lissabon wurde er 1986 Professor für Politische Wissenschaft an der CAU. 2006 trat er in den Ruhestand.
Matthée ist in zweiter Ehe verheiratet und Vater zweier Kinder aus erster Ehe. Er wohnt in Kiel.

## Schriften (Auswahl)
Monografien
- Elitenbildung in der kommunalen Politik. Eine Untersuchung über die Zirkulation der politischen Führungsgruppen am Beispiel des Kreises Segeberg. phil. Dissertation, Universität Kiel 1967.
- Die Legalität des Ermächtigungsgesetzes vom 24. März 1933 und die Schranken der Verfassungsrevision in der Weimarer Verfassung. jur. Dissertation, Universität Kiel 1971.
- Sozialdemokratie und Klassenkampf. Bitter, Recklinghausen 1971.
- mit Walter Bernhardt: Visio Germaniae. Einklang der Gegensätze (begonnen von Michael Freund). Schünemann, Bremen 1978, ISBN 3-7961-1703-1.
- Katalanische Frage und spanische Autonomien. Schöningh, Paderborn 1988 (zugleich: Habilitationsschrift, Universität Kiel, 1978), ISBN 3-506-75420-3.
- Die Wiedergeburt der europäischen Mitte und die Grenzen des Abendlandes. Europäische Akademie Schleswig-Holstein, Leck 1991, ISBN 3-923444-45-1.

Aufsätze
- Die Umschichtung ländlicher politischer Führungsgruppen nach 1945. In: Walter Bernhardt (Hrsg.): Führung in der Politik. Festgabe für Michael Freund zum 70. Geburtstag am 18. Januar 1972 von seinen Schülern. Kieler Druckerei, Kiel 1972, S. 28–44.
- Katalonien und der Katalanismus als Problem der spanischen Einheit. Die gesamteuropäische Dimension. In: Nationale Minoritäten in Europa. Nationalitätenpolitik zwischen Minderheitenschutz und Mehrheitsanspruch (= Schriften der Hermann-Ehlers-Akademie, Bd. 3). Kiel 1976, S. 38–46.
- Das demokratische Selbstverständnis der Landessatzung. In: Uwe Barschel (Hrsg.): 30 Jahre Landessatzung. 1949–1979. Festschrift zum 30. Jahrestag der Verabschiedung der Landessatzung für Schleswig-Holstein. Wachholtz, Neumünster 1979, S. 77–88, ISBN 3-529-06171-9.
- Europa und Deutschland im Konflikt der großen europäischen Parteiströmungen. In: Walter Bernhardt (Hrsg.): Nation und Nationalität im Selbstverständnis der Deutschen. Symposion aus Anlaß des 80-jährigen Geburtstags von Michael Freund am 18. Januar 1982. Institut für Politische Wissenschaft der Christian-Albrechts-Universität, Kiel 1982, S. 7–17.
- Das föderative Prinzip in Widerstreit der großen weltanschaulichen Strömungen. In: Karl-Friedrich Nonnenbroich (Hrsg.): Das föderative Prinzip als politisches Ordnungsmodell (= Schriften der Hermann-Ehlers-Akademie, Bd. 14). Hermann-Ehlers-Akademie, Kiel 1982, S. 49–62.
- Das Gewerkschaftssystem Portugals. In: Hans Rühle, Hans Joachim Veen (Hrsg.): Gewerkschaften in den Demokratien Westeuropas. Bd. 1 (= Studien zur Politik, Bd. 7). Schöningh, Paderborn 1983, S. 267–361, ISBN 3-506-79307-1.
- mit Walter Bernhardt: Die Hermann-Ehlers-Stiftung. Anmerkungen zur politischen Erwachsenenbildung in freier Trägerschaft. In: Uwe Barschel (Hrsg.): Im Dienst für die Freiheit. Kai-Uwe von Hassel zum 70. Geburtstag. Wachholtz, Neumünster 1983, S. 121–139, ISBN 3-529-06181-6.
- Gehört Polen noch zum Westen? Versuch einer Standortbestimmung aus historischer Einbindung und aus aktuellem Erleben. In: Erwin Behrens (Hrsg.): Zeichen unserer Zeit. Ausgewählte Höxberg-Gespräche. 2. Aufl. Deutscher Instituts-Verlag, Köln 1984, S. 209–224, ISBN 3-602-14105-5.
- Der Gedanke der Repräsentation in der politischen Ideengeschichte. In: Günther Rüther (Hrsg.): Repräsentative oder plebiszitäre Demokratie – eine Alternative? Nomos, Baden-Baden 1996, S. 56–72, ISBN 3-7890-4417-2.
- „Zu den Christen und zu den Gewürzen“. Wie die Portugiesen den Indischen Ozean gewannen. In: Stephan Conermann (Hrsg.): Der Indische Ozean in historischer Perspektive. E.B.-Verlag, Hamburg 1998, S. 181–208, ISBN 3-930826-44-5.
- Demokratie unter den Bedingungen einer lateinamerikanischen politischen Kultur. Das Beispiel Chile. In: Edward Keynes (Hrsg.): Willensbildungsprozesse und Demokratie. Werner Kaltefleiter zum Gedenken (= Kieler Schriften zur Politischen Wissenschaft, Bd. 12). Lang, Frankfurt/M. 2000, S. 123–140, ISBN 3-631-36442-3.
- Thesen zur Sozialen Marktwirtschaft anlässlich des 100. Geburtstages von Alfred Müller-Armack. In: Rolf H. Hasse (Hrsg.): Wirtschaftsordnung und Gesellschaftskonzept. Zur Integrationskraft der Sozialen Marktwirtschaft (= Beiträge zur Wirtschaftspolitik, Bd. 77). Haupt, Bern 2002, S. 159–168, ISBN 3-258-06541-1.
- Kollektivistisch – individualistisch – personalistisch. Zum Menschenbild konkurrierender weltanschaulicher Strömungen im Links-Rechts-Schema. In: Bernd Wischka (Hrsg.): Justizvollzug in neuen Grenzen. Modelle in Deutschland und Europa. Kriminalpädagogischer Verlag, Lingen 2002, S. 23–33, ISBN 3-927341-08-8.